# Archipel Aïnovskie
L'archipel Aïnovskie (en russe : Айновские острова) est un archipel de la mer de Barents qui appartient à la Russie depuis 1944, après avoir été finlandais de 1920 à 1944.

## Historique
De 1920 jusqu'à la fin de 1944-début 1945, l'archipel Aïnovskie appartenait à la Finlande. À la suite de l'armistice de Moscou, la Finlande cède à la Russie Petsamo et les archipels adjacents. De nos jours, l'archipel est administré par le raïon de Petchenga de l'oblast de Mourmansk.

## Géographie
Cet archipel comprend deux îles : Grande Aïnov et Petite Aïnov qui sont situées à 5 km de la péninsule Sredni. Le détroit entre les îles a une profondeur de 17 m. Sur ces îles résident des oiseaux nicheurs. Les îles font partie de la réserve naturelle de Kandalakcha.